# Spojnica
Spojnica ( - ) razgodak je kojim se raščlanjuju ili povezuju riječi, a piše se bez bjelina s obiju strana, za razliku od crtice.

## Uporaba u jeziku
Spojnica se koristi za raščlanjivanje riječi, bilo na slogove, glasove, morfeme i ostale dijelove:
- knji-ga, dje-voj-ka, pro-lje-će, zla-to (slogovi)
- z-d-r-a-v-lj-e, s-r-e-ć-a, j-e-z-i-k (glasovi ili fonemi)
- glav-ic-a, stan-ar-sk-i, sol-i-ti (morfemi)
- do-, nad-, iz-, ne-, po-, pod-, polu-, pra-, protu-, su-, za- (prefiksi)
- -an, -ovan, -evan, -nat, -ice, -ki, -aći (sufiksi)

Spojnica se koristi i između skupa riječi od kojih je jedan pisan brojkom, a drugi slovima:
70-ih godina (sedamdesetih), 20-godišnjica (dvadesetogodišnjica), 15-godišnjak (petnaestogodišnjak)
Spojnica se koristi i u sklanjanju nekih kratica:
HAZU-a, UN-u, NATO-vu
Spojnica se koristi u polusloženicama:
- spomen-ploča, lovor-vijenac, Ivanić-Grad, kad-tad, Smail-aga, gore-dolje, Brlić-Mažuranić

### Rastavljanje riječi na kraju retka
Spojnica se koristi i u rastavljanju riječi ako cijela riječ ne može stati u jedan redak. Poznato je pravilo da se u idući red ne prenosi nijedan skup kojime ne počinje neka riječ.
- pri rastavljanju se ne rastavljaju jednosložne riječi (stol, čaj, kruh, tlo)

- u novi se redak ne prenosi jedno slovo ili sam suglasnički skup (djel-o, subje-kt nego dje-lo, su-bjekt)

- u hrvatskim i stranim riječima ne odvajaju se dvoslovi koji označavaju jedan glas (Go-ethe, rad-ža, stan-je, vol-ja nego Goe-the, ra-dža, sta-nje, vo-lja)

- složenice se rastavljaju po svojim sastavnim dijelovima (pot-predsjednik, nad-državni, pre-gledati), a ako nisu jasni, rastavljaju se kao obične riječi (u-ze-ti, ra-zu-mje-ti)

- polusloženice se rastavljaju na mjestu gdje se nalazi spojnica tako da se ostavlja spojnica koja bješe sastavni dio složenice u prvom redu, a u drugome spojnica koja označava rastavljanje:

spomen-
-ploča